# 夫婦漫才 (テレビドラマ)
『夫婦漫才』（めおとまんざい）は、2001年12月30日にTBS系列で放送されたテレビドラマ。豊川悦司（俳優）が監督・脚本、中山美穂主演。

## 概要
テレビドラマ
- 豊川は本作以前にフジテレビ系列で深夜に放送されていた『美少女H』内でミニドラマ「父、帰る…」の監督・脚本を務めたが、本作が長編第1作となった。
- 豊川が以前から温めていた夫婦漫才をテーマにした、コメディタッチの作品になっている。
- 主演に1995年公開映画『Love Letter』（岩井俊二監督作品）と2001年放送ドラマ『Love Story』で共演した中山美穂、その夫役に豊川の当時事務所の後輩であった俳優の甲本雅裕を配した。夫婦漫才をテーマにしたドラマということ、豊川が関西出身ということもあり、吉本新喜劇のメンバーが脇役で多数出演した。なお、中山美穂と同音異字の芸名で知られる中山美保が中山の老後を演じたことも話題となった。
- TBS系のBS-i（現BS-TBS）では12月24日に先行放送された。

舞台
- 2017年、2019年、2021年にラサール石井演出、大地真央・中村梅雀主演で舞台化。
- 2003年に中村龍史演出、十朱幸代・矢崎滋主演で舞台化。

## あらすじ
ノブコとノブロウは、大阪市内のとある下町の長屋で実の兄妹のように育った。やがて2人は空襲の最中に結ばれ、ノブコはノブロウの子を身籠り、2人は結婚した。ノブロウ18歳。ノブコ13歳のときであった。しかしその直後、ノブロウの元に召集令状が届き、身持ちのノブコを大阪に残し、一人戦争へ出征した。多くの戦友が戦火に呑まれ散っていく中、ノブロウは愛する妻ノブコのために過酷な戦場を必死で生き抜き、5年後に再び郷土の土を踏み、ノブコと母の元に帰還した。しかしノブロウは、戦争で足に重傷を負っており、満足に働くことが出来なくなっていた。そんなノブロウに代わり、一家の大黒柱としてノブコは朝から晩まで近所のスナックで必死で働き、家計を支えた。
それから何ヶ月経っても、その怪我を言い訳にして家に引きこもっている夫に愛想を尽かせたノブコは、ある日不満を爆発させた。それ以後、ノブコとノブロウは毎晩のように喧嘩をするようになった。しかし事態は思わぬ展開になる。その夫婦喧嘩があまりにも「面白い」と近所で評判になり、ついには大手の芸能プロダクションにスカウトされ、2人の人生は180度変化する。2人はその後の漫才ブームの波に乗り、着実にファンを増やしていき、芸能生活はまさに順風満帆、ついに日本を代表する漫才コンビへとのし上がった。
その後、ノブロウの実母、そして幼い娘の病死、再開発による長年愛した長屋の取り壊し、長男の国際結婚など、波瀾万丈な出来事を持ち前のバイタリティーで次々と乗り越え、70過ぎの老人となった2人はその長い漫才人生に終止符を打った。

## 出演
- 辻本ノブコ　：中山美穂・中山美保
- 辻本ノブロウ：甲本雅裕・夢路いとし
- チャーリー浜
- 坂田利夫

上記のほか、吉本新喜劇の芸人が多数出演している。

## スタッフ
- 原作・演出・脚本：豊川悦司
- プロデューサー：源孝志、三瓶慶介、関本広文
- 美術：愛甲悦子（旧姓／吉田）
- 製作：ホリプロ、TBS、BS-i

## 舞台
主演は大地真央と中村梅雀。原作は豊川悦司、演出はラサール石井。
- 2017年、初演
- 2019年、再演
- 2021年10月11月、再々演